# Časopis roku 2009
Ceny Časopis roku 2009 vyhlásila 2. června 2010 Unie vydavatelů. Vítěze v kategoriích podle prodejnosti a dalších doplňkových kategoriích vybrala třináctičlenná porota ze 70 přihlášených časopisů.

## Vítězové

### Náklad nad 100 tisíc výtisků
- TV mini, vydává Astrosat

### Náklad od 50 do 100 tisíc výtisků
- Epocha, vydává RF Hobby

### Náklad od 25 do 50 tisíc výtisků
- Story, vydává Sanoma Magazines Praha

### Náklad od 15 do 25 tisíc výtisků
- Marianne bydlení, vydává Hachette Filipacchi 2000

### Náklad do 15 tisíc výtisků
- Moderní byt, vydává Business Media CZ

### Hvězda roku 2009
- TV mini, vydává Astrosat

### NejlepšíB2Bčasopis
- Regal, vydává Economia

### Digitální počin roku 2009
- Apetit.tv, spravuje Hachette Filipacchi 2000

### Obálka roku 2009
- Respekt, vydává Respekt Publishing